# Пам'ятник Андрею Шептицькому (Івано-Франківськ)
Пам'ятник Андрею Шептицькому — монумент, присвячений митрополиту УГКЦ Андрію Шептицькому, встановлений на однойменній площі в центрі Івано-Франківська.

## Історія
Урочиста церемонія відкриття відбулася в серпні 2015 року та відбувалася за участю делегатів та гостей шостої сесії Патріаршого Собору УГКЦ, яку приймав Івано-Франківськ.
Монумент споруджений до 150-річчя від дня народження митрополита Андрея та до 130-річчя Станиславівської (Івано-Франківської) єпархії, створеної в 1885.
Пам'ятник освятив голова УГКЦ Святослав (Шевчук).
Скульптурна композиція виконана в техніці традиційного українського іконопису, з витягнутими пропорціями фігур: митрополит сидить, а поруч із ним — двоє дітей. Автори пам'ятника — скульптори Степан Федорін та Микола Гурмак.
Вартість пам'ятника та облаштування території навколо — близько мільйона гривень.